# Fort Malakow
Oltenița – Achalziche – Başgedikler – Sinope – Cetate – Silistra – Nigojeti – Tscholok – Odessa – Kurekdere – Petropawlowsk-Kamtschatski – Alma – Sewastopol – Bomarsund – Balaklawa – Inkerman – Jewpatorija – Taganrog – Çorğun – Kars – Tschernaja – Malakow – Kinburn – Pariser Frieden
Festung oder Fort Malakow (oder Malakoff) ist die in Westeuropa übliche Bezeichnung für eine Gruppe provisorischer Befestigungsanlagen auf dem Hügel Malachow-Kurgan (russisch Малахов курган) südöstlich der Stadt Sewastopol auf der Krim. Die Befestigungen bestanden in erster Linie aus mehreren großen Erdwerken, die während des Krimkrieges in aller Eile nach der Landung der alliierten Truppen auf der Halbinsel Krim errichtet wurden.

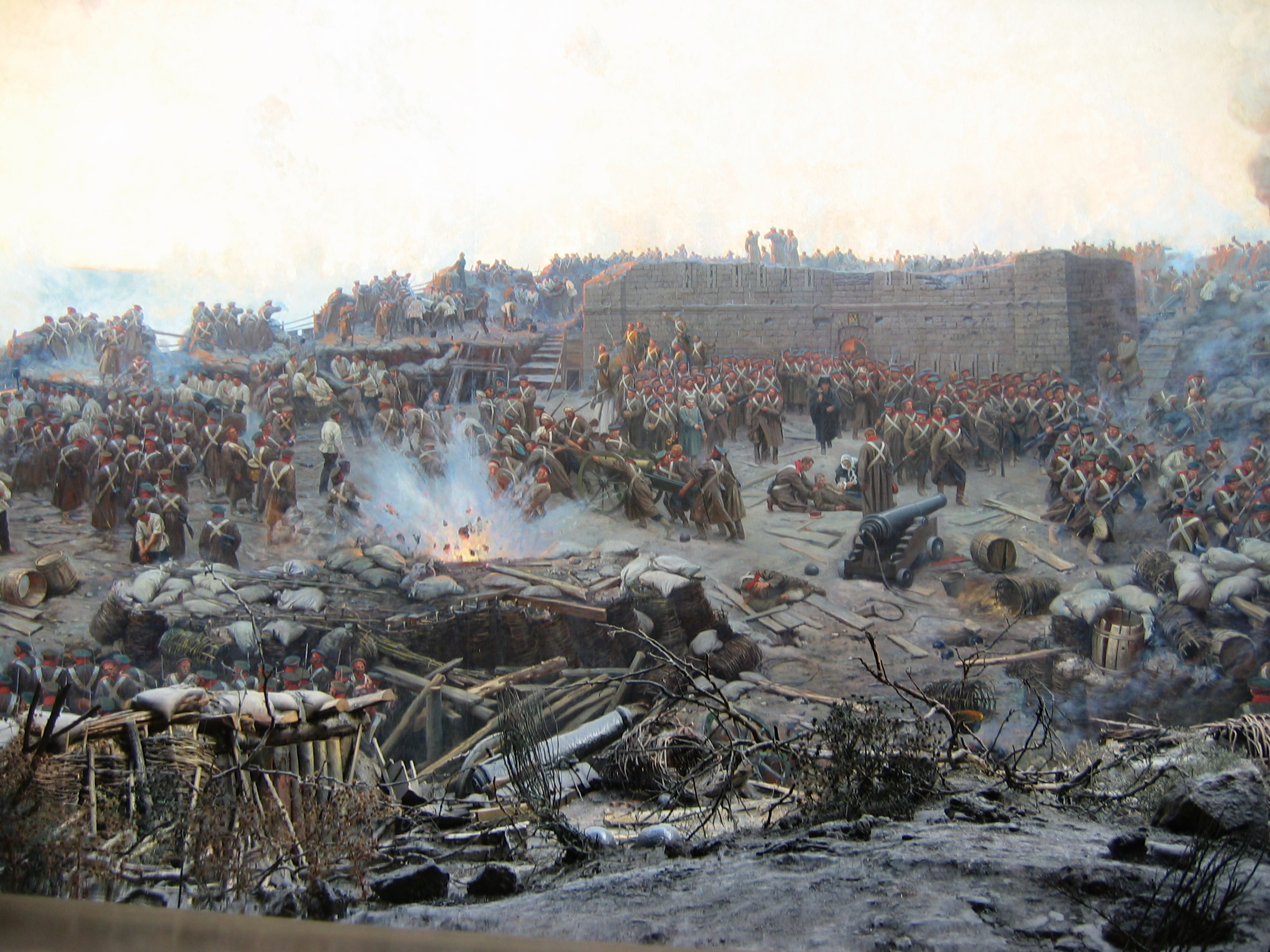
Der Malachow-Turm während der Belagerung. Russische Reserven an der Kehlseite des Werkes während eines alliierten Angriffs. (Ausschnitt aus einem Gemälde von Franz Roubaud (1856–1928))

## Zur Geschichte der Anlage
Die vor dem Krieg erbauten permanenten Befestigungsanlagen von Sewastopol dienten praktisch ausschließlich zum Schutz der Hafeneinfahrt des erst 1784 gegründeten russischen Kriegshafens. Für die umliegenden Hügel hatte man zwar schon 1837 den Bau von Befestigungsanlagen geplant, aber bislang war erst auf der Nordseite der langgezogenen Bucht der Bau von Anlagen vollendet worden (1818: Nordfort, russisch Северный форт). Daher musste man nach der Landung der kombinierten französisch-britisch-türkischen Armee auf der Krim in großer Eile auch auf der Südseite eine provisorische Befestigungslinie aus Erdwällen, Schanzkörben und Sandsäcken aufwerfen, die aus einer Reihe isolierter Bastionen, Redouten und Batterien bestand. Noch während der Belagerung wurde das System der Befestigungsanlagen immer weiter ausgebaut und zum Teil miteinander verbunden.

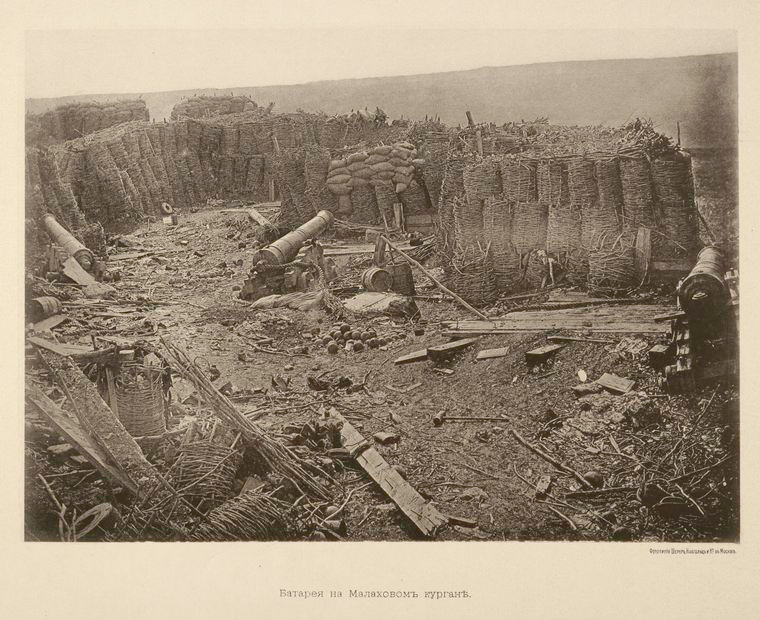
Aus Erdwällen und Schanzkörben errichtete Batterie auf dem Malakow-Kurgan. (Fotografie nach der Eroberung des Werkes)

 Der Kern der Anlagen auf den Malakow-Kurgan (etwa 2 ½ Kilometer südöstlich der Stadt) war ein zweistöckiger Steinturm aus Kalkstein, auf dem zu Beginn der Belagerung fünf schwere 18-pfündige Kanonen aufgestellt wurden. Wann der Turm erbaut worden war, ist den Beschreibungen der Belagerung nicht genau zu entnehmen. Nach General Todleben war er von der Sewastopoler Kaufmannschaft errichtet und dann von der Marineverwaltung übernommen worden. Der Turm hatte einen Durchmesser von sieben Faden (etwa 14 bis 15 Meter) und eine Höhe von 28 Fuß (also rund 8 ½ Meter). Nur dieser Turm, der bereits vor Beginn des Krieges erbaut worden war, wird von den Russen als Malakow-Turm bezeichnet (russisch Малахова башня). Alle anderen neuerrichteten Befestigungsanlagen auf diesem Höhenrücken trugen eigene Namen, die sich in der Regel von ihrer Funktion herleiteten, wie die Redoute Kornilow (Korniloff), in deren Spitze der Malachow-Turm stand, die Lunette Kamtschatka oder die Batterie Nr. 18 Stanislawski.
Da die Russen alle diese Befestigungen erst zu Beginn der Belagerung provisorisch anlegten und sie daher auf den vorhandenen Landkarten noch nicht namentlich verzeichnet waren, wurden die Anlagen auf diesem Höhenrücken in der westlichen Berichterstattung zusammenfassend einfach nach dem Kurgan als „Fort Malakow“ bezeichnet (wobei in der Berichterstattung jedoch nicht immer eindeutig zwischen dem eigentlichen Malakow-Kurgan und den auf demselben Höhenrücken davor liegenden Mamelon unterschieden wurde). Der Name „Fort Malakow“ (oder französisch „Fort Malakoff“) wurde nach dem Krieg in der westlichen Literatur über den Krimkrieg beibehalten, auch wenn es sich nach der ausführlichen Beschreibung durch General Todleben, der 1854/55 Ingenieur-Offizier der Festung und Erbauer der provisorischen Anlagen während der Belagerung war, eigentlich nicht um ein selbständiges Fort handelte, sondern um mehrere zusammenhängende Anlagen, die zur Kette der neuangelegten Befestigungsanlagen südlich von Sewastopol gehörten.

## Zerstörung im Krimkrieg

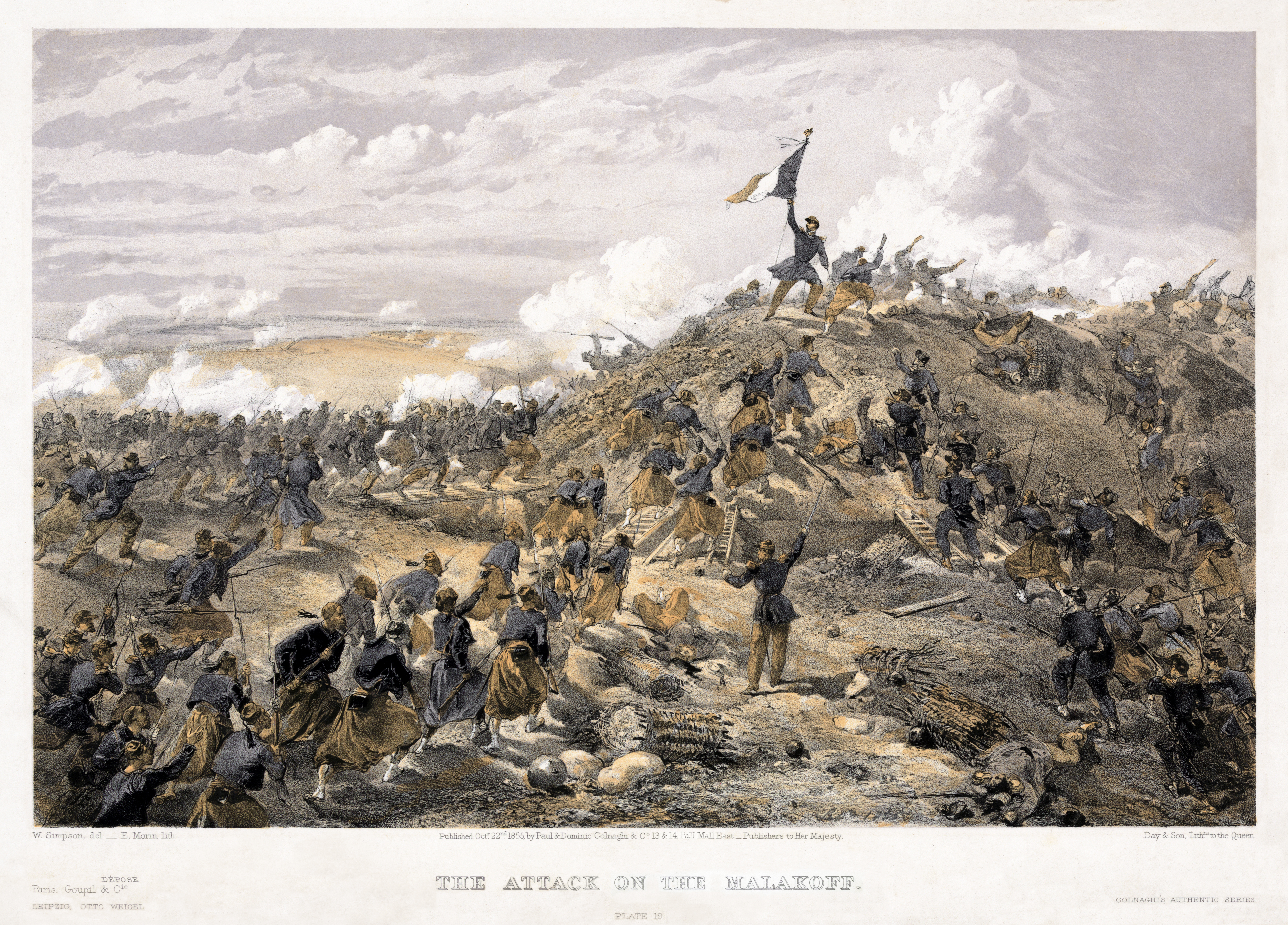
Erstürmung der Befestigungen auf dem Malachow-Hügel durch französische Truppen am 7. September 1855. Die Truppen im Vordergrund, die den Fez tragen, sind französische Zuaven, also Soldaten aus Nordafrika. (Lithographie von Edmund Morin (1824–1882) nach einer Vorlage von William Simpson (1823–1899))

Während der fast einjährigen Belagerung von Sewastopol im Krimkrieg waren die Befestigungen auf dem Malachow heftig umkämpft, da von hier aus die ganze Stadt und der innere Hafen überblickt werden konnten. Nach ihrer Eroberung durch französische Soldaten unter dem Kommando von Marschall Aimable Pélissier und General Patrice de Mac-Mahon mussten die russischen Verteidiger am 8. September 1855 die gesamte Stadt Sewastopol räumen, damit war der Höhepunkt dieses Krieges überschritten. Da die Festung den Schwarzmeerhafen von Sewastopol beherrschte, sprengten die sich zurückziehenden russischen Truppen die Anlagen. Durch den Sieg der Alliierten musste Russland auf militärische Festungen am Schwarzen Meer verzichten. Der lang ersehnte russische Wunsch, das Binnenmeer zu dominieren und die freie Zufahrt durch den Bosporus ins Mittelmeer und von dort auch zu den Weltmeeren zu erhalten, ging nicht in Erfüllung.

## Heutige Verwendung des Namens Malakow
Während der langen Belagerung war der Turm auf dem Malakow-Kurgan durch die zahlreichen, nicht selten übertriebenen Pressemeldungen zu einem festen Begriff in Europa geworden. In der Folge benannte man in ganz Westeuropa zahlreiche besonders große und massive Türme nach ihm, darunter waren auch eine Reihe von gemauerten Fördertürmen im Ruhrgebiet (→Malakow-Türme), die sogenannte Kaponniere Fort Malakoff in Mainz und der aus gelbem Sandstein errichtete Malakoff-Turm in der Stadt Luxemburg. 
Marschall Aimable Pélissier, der höchstrangige französische Heerführer bei der Erstürmung der Festung Sewastopol, erhielt am 22. Juli 1856 von Kaiser Napoleon III. den Titel Herzog von Malakow (französisch: Duc de Malakoff) im napoleonischen Adel. Nach Pélissier sind heute auch die Malakoff-Torte und eine Pariser Vorstadt benannt, ebenso ein Ortsteil von La Chaux-de-Fonds und ein Käsegericht in Teilen der Schweiz.